# Bronisław Teodor Emil Czyżek
 Bronisław Teodor Emil Czyżek (ur. 7 lipca 1886 w Krynicy, zm. ?) – major saperów Wojska Polskiego.

## Życiorys
Urodził się 7 lipca 1886 w Krynicy, w ówczesnym powiecie nowosądeckim Królestwa Galicji i Lodomerii, w rodzinie Alojzego. W czasie służby w c. i k. armii awansował na kolejne stopnie w korpusie oficerów rezerwy piechoty ze starszeństwem: chorążego (1 stycznia 1913), podporucznika (1 marca 1915) i porucznika (1 listopada 1916). W latach 1913–1917 jego oddziałem macierzystym był batalion saperów nr 2, a później batalion saperów nr 4. W marcu 1915, jako oficer c. i k. armii prowadził wykłady z zakresu fortyfikacji polowej i minerstwa dla saperów I Brygady Legionów. 
Następnie od 1918 do 1923 służył w 5 pułku saperów na stanowiskach, najpierw w kompanii zapasowej saperów nr 5, zmienionej później na 5 zapasowy batalion saperów w Krakowie jako dowódca batalionu, a następnie zostaje dowódcą XXIII batalionu saperów. 9 września 1920 został zatwierdzony z dniem 1 kwietnia 1920 w stopniu kapitana, w Korpusie Inżynierii i Saperów, w grupie oficerów byłej armii austro-węgierskiej. 3 maja 1922 został zweryfikowany w stopniu majora ze starszeństwem z dniem 1 czerwca 1919 i 77. lokatą w korpusie oficerów inżynierii i saperów.
W styczniu 1924 zostaje przydzielony do Okręgowej Składnicy Inżynieryjnej Dowództwa Okręgu Korpusu Nr V na stanowisko kierownika, pozostając oficerem nadetatowym 5 pułku saperów. Do 1928 pełni obowiązki w 5 Okręgowym Szefostwie Saperów w Krakowie. Z dniem 1 lipca 1929 zostaje przeniesiony do 6 Dywizji Piechoty na stanowisko szefa saperów.
W 1934, jako oficer stanu spoczynku pozostawał w ewidencji Powiatowej Komendy Uzupełnień Kraków Miasto. Posiadał przydział do Oficerskiej Kadry Okręgowej Nr V. Był wówczas „przewidziany do użycia w czasie wojny”.

## Ordery i odznaczenia
- Krzyż Walecznych (1922)[17][18][19][20]
- Złoty Krzyż Zasługi (10 listopada 1928)[21]
- Medal Niepodległości (19 grudnia 1933)[22]
- Srebrny Medal Waleczności 2 klasy (Austro-Węgry)[23]